# Ungernia badghysi
Ungernia badghysi là một loài thực vật có hoa trong họ Amaryllidaceae. Loài này được Botsch. miêu tả khoa học đầu tiên năm 1985.